# Sokoki
Sokoki (Sokoni, Zapadni Abenaki), jedno od plemena konfederacije Abenaki izvorno nastanjeni kroz Vermont i New Hampshire do obala jezera Lake Champlain. Populacija Sokokija iznosila je u domorodačko vrijeme oko 10,000 (Sultzman). Danas njih oko 2,500 živi u blizini jezera Champlain u Vermontu i nešto u Kanadi na rezervatu Odanak uz rijeku Rivière St-François. Službeno su organizirani kao Sokoki-St. Francis Band of the Abenaki Nation. 

## Ime
Ostali nazivi po kojima su u povijesti nazivani su: Assokwekik, Ondeake, Onejagese, Sakukia, Sokokiois, Sokoquios, Sokoquis, Sokokquis, Sokoni, Sokwaki, Soquachjck i Zooquagese.

## Plemena
Sokokima su se priključivala razna nadvladana algonkinska plemena koja se danas smatraju dijelom naroda Abenaki, to su: Cowasuck (Cahass, Cohassiac, Coos, Coosuc, Koes), jedno od plemena iz saveza Pennacook. Glavno selo im je bilo Cowass "place of the pines" nalazilo se na rijeci Connecticut u sjevernom Vermontu; Hoosac Abenaki, porijeklom od Mahicana; Missisquoi (Mazipskoik, Misiskuoi, Missiassik, Missique, Missisco) "place of flint," s istočne obale jezera Champlain; Schaghticoke, ovo pleme imalo je istoimeno selo čiji su stanovnici bili porijeklom od Mahicana i drugih novoengleskih plemena, a nalazilo se na rijeci Hudson sjeverno od Albanyja, New York. Squakheag (Squaeg, Squawkeag). Ovo pleme pripadalo je po svoj prilici i Pocomtucima i Nipmucima, te na kraju Sokokima. St. Francois Abenaki (Odanak, St. Francis, St. Francois du Lac), su zajednica iz Quebeca duž rijeke St-François.

## Vanjske poveznice
- Odanak Village  Arhivirana inačica izvorne stranice od 5. ožujka 2016. (Wayback Machine)
- St. Francis Abenaki - War of 1812  Arhivirana inačica izvorne stranice od 17. svibnja 2008. (Wayback Machine)
- Saco (Not Sokoki); Amarascoggin (Not Arosaguntacook)  Arhivirana inačica izvorne stranice od 17. travnja 2008. (Wayback Machine)